# Кузнєцово (Шешуринське сільське поселення)
Кузнєцово (Шешуринське СП) (рос. Кузнецово) — присілок в Торопецькому районі Тверської області Російської Федерації.
Населення становить 9 осіб. Входить до складу муніципального утворення Пожинське сільське поселення.

## Історія
Від 2005 року входить до складу муніципального утворення Пожинське сільське поселення.

## Населення
| 2010 |
| ---- |
| 9    |